# Boldklubben Femina
Boldklubben Femina (eller BK Femina) er en dansk fodboldklub hjemmehørende i Gladsaxe, som udelukkende har kvindefodbold på programmet. I dag består klubben primært af et 7-mands hold, som spiller under Sjællands Boldspil-Union, og afvikler deres hjemmebanekampe på Gladsaxe Stadion.

## Klubbens historie
Klubben blev stiftet den 13. oktober 1959 som en ren kvindeklub og var en af de førende kvindeklubber før kvindefodbold blev optaget under Dansk Boldspil-Union. Klubben blev navngivet efter ugebladet Femina, som samtidig stillede tøj og sko til rådighed for klubben . Danmark vandt det uofficielle verdensmesterskab (The Golden Angel) i 1970 (2-0 sejr over værterne fra Italien), med et hold som bestod af spillere fra Boldklubben Femina, og 1971 (3-0 sejr over værterne fra Mexico) med et udvalgt hold fra hele Danmark . Klubben blev inviteret til det første uofficielle verdensmesterskab grundet de gode resultater ved forinden at nå finalen i Europa Cup'en, som Italien vandt 3-1. Året efter blev kvindefodbold optaget under Dansk Boldspil-Union og klubben vandt efterfølgende tre danske mesterskaber i sæsonerne 1975, 1977 og 1980.

### Tidligere formænd
- 199?-199?: Jeanne Schouw Kristensen